# Manuela Martínez Regúlez
Manuela Martínez Regúlez (Barcelona, 1934-2010) fue una médica, cirujana e investigadora española, destacada por sus aportaciones al conocimiento y tratamiento del síndrome de Zellweger.

## Biografía
Licenciada en Medicina y especializada en Puericultura, Pediatría y Análisis Clínicos por la Universidad de Barcelona, obtuvo el doctorado en la Universidad Autónoma de Barcelona. Amplió estudios en varios centros internacionales como el Instituto Karolinska, la Universidad de Birmingham, Mánchester, Gotemburgo, el Albert Einstein College of Medicine, la Universidad de Yale o el Johns Hopkins Hospital, entre muchos otros centros de prestigio.
Trabajó en el Centro de Investigación Bioquímica y Biología Molecular del Hospital Universitario Valle de Hebrón de Barcelona y fue profesora asociada en la Universidad de Barcelona. Durante sus investigaciones sobre lípidos, nutrición y desarrollo cerebral, descubrió en 1987 la vinculación entre el síndrome de Zellweger y la carencia de lípido ácido docosahexaenoico (DHA), necesario para las funciones cerebrales, entre muchas otras. El descubrimiento permitió abrir líneas nuevas de investigación para mejorar la calidad de vida de los niños que padecen esta enfermedad. En 1991, la doctora Martínez ideó un nuevo tratamiento para los pacientes con síndrome de Zellweger con el que normalizar los niveles de ácido docosahexaenoico. Estos trabajos merecieron que obtuviese en 1998 el Premio Reina Sofía de Investigación y en 2001, la Generalidad Valenciana, le otorgó el Premio Rey Jaime I de Medicina Clínica por su «dedicación al estudio del desarrollo cerebral y los desórdenes metabólicos en los niños». Además, se le concedieron otros honores de instituciones académicas como la Universidad de Cambridge.